# Chloroclystis sericeata
Chloroclystis sericeata là một loài bướm đêm trong họ Geometridae.